# Старение человека
Старение человека, как и старение других организмов, — это биологический процесс постепенной деградации частей и систем организма человека и последствия этого процесса. Физиология процесса старения аналогична физиологии старения других млекопитающих, однако некоторые аспекты этого процесса, например, потеря умственных способностей, имеют большее значение для человека. Для общества в целом существенное значение имеют социальные и экономические факторы.
Успехи медицины позволили значительно увеличить среднюю продолжительность жизни, хотя изменения максимальной продолжительности жизни не так существенны. В большинстве стран это привело к старению населения — увеличению в обществе доли пожилых людей, что привело к повышению пенсионного возраста, также этому способствует снижение рождаемости. Из-за этого возникло много социальных и экономических вопросов, связанных со старением. Некоторые учёные считают, что старение должно быть включено в официальный список болезней и болезненных синдромов.
Процесс старения изучает наука геронтология, которая не только исследует физиологические изменения, но и место людей пожилого возраста в обществе. Цель исследований геронтологии — понимание причин старения и нахождение способов борьбы с ним (омоложение).

## Общее описание
Для человека старение всегда имело особое значение. Веками философы обсуждали причины старения, алхимики искали эликсир молодости, а многие религии придавали старению священное значение. В экспериментах на животных и других организмах была продемонстрирована возможность существенно продлить среднюю и максимальную продолжительности жизни (мыши — в 2,5 раза, дрожжи — в 15 раз, нематоды — в 10 раз). Также был обнаружен феномен пренебрежимого старения у животных, включая людей, это позволяет надеяться, что успехи науки позволят замедлить или отменить старение.
Старение признано основной причиной смертности в развитых странах. Несмотря на существующую принципиальную возможность серьёзно замедлить старение, общества и государства до сих пор не осознали необходимость фокусировки на борьбе со старением, при том, что человеческая жизнь провозглашена основной ценностью во многих странах, и исследования в области геронтологии и продления жизни недостаточно финансируются.
В ходе Третьей международной конференции «Генетика старения и долголетия», прошедшей в апреле 2014 года в Сочи, её участники подписали открытое письмо во Всемирную организацию здравоохранения с просьбой организовать сбор и интеграцию данных о возрастных патологиях по всему миру.

## Биология старения

### Физиология старения
Физиологические изменения, которые происходят в теле человека с возрастом, в первую очередь выражаются в снижении биологических функций и способности приспосабливаться к метаболическому стрессу. Эти физиологические изменения обычно сопровождаются психологическими и поведенческими изменениями. Собственно биологические аспекты старения включают не только изменения, вызванные старением, но и ухудшение общего состояния здоровья. Человек в позднем возрасте более уязвим для болезней, многие из которых связаны со снижением эффективности иммунной системы в пожилом возрасте. Так называемые болезни пожилого возраста, таким образом, являются комбинацией симптомов старения и болезней, против которых организм более не в силах бороться. Например, молодой человек может быстро оправиться от пневмонии, тогда как для человека пожилого возраста она может легко стать смертельной.
Снижается эффективность работы многих органов (сердце, почки, мозг, лёгкие). Частично это снижение является результатом потери клеток этих органов и снижения возможностей их восстановления в чрезвычайных случаях. Кроме того, клетки пожилого человека не всегда в состоянии выполнять свои функции так же эффективно. Определённые клеточные ферменты также снижают свою эффективность, то есть процесс старения протекает на всех уровнях.

### Теории старения
Все теории старения можно условно разделить на две большие группы: эволюционные теории и теории, основанные на случайных повреждениях клеток. Первые считают, что старение является не необходимым свойством живых организмов, а запрограммированным процессом. Согласно им, старение развилось в результате эволюции из-за некоторых преимуществ, которые оно даёт целой популяции. В отличие от них, теории повреждения предполагают, что старение является результатом природного процесса накопления повреждений со временем, с которыми организм старается бороться, а различия старения у разных организмов является результатом разной эффективности этой борьбы. Сейчас последний подход считается установленным в биологии старения. Тем не менее, некоторые исследователи всё ещё защищают эволюционный подход, а некоторые другие совсем игнорируют деление на эволюционные теории и теории повреждений.
Гормонально-генетический подход состоит в том, что в процессе жизни человека, начиная с рождения, идёт повышение порога чувствительности гипоталамуса, что в конечном итоге после 40 лет приводит к гормональному дисбалансу и прогрессирующему нарушению всех видов обмена, в том числе гиперхолестеринемии. Поэтому одно из мнений, что лечение болезней старости необходимо начинать с улучшения чувствительности гипоталамуса.
- Теория накопления мутаций — эволюционно-генетическая теория рассматривает старение как побочный продукт естественного отбора.
- Теория одноразовой сомы — эволюционно-физиологическая модель, которая пытается пояснить эволюционное происхождение процесса старения.
- Эпигенетическая теория старения
- Митохондриальная теория
- Теория соматических мутаций
- Теория свободных радикалов
- Закон смертности Гомпертца-Мейкхама
- Эволюционно-генетический подход
- Гормонально-генетический подход

## Причины старения

### История исследования
Первые попытки научного объяснения старения начались в конце XIX века. В одной из первых работ Вейсман предложил теорию происхождения старения как свойства, которое возникло в результате эволюции. Согласно Вейсману, «не стареющие организмы не только не являются полезными, они вредны, потому что занимают место молодых», что, согласно Вейсману, должно было привести эволюцию к возникновению старения.
Важным шагом в исследовании старения был доклад профессора Питера Медавара перед Лондонским королевским обществом в 1951 году под названием «Нерешённая проблема биологии». В этой лекции он подчеркнул, что животные в природе редко доживают до возраста, когда старение становится заметным, таким образом эволюция не могла оказывать влияние на процесс развития старения. Эта работа положила начало целой серии новых исследований.
На протяжении следующих 25 лет исследования имели преимущественно описательный характер. Тем не менее, начиная с конца 1970-х годов, возникает большое количество теорий, которые пытались объяснить старение. Например, в известном обзоре литературы по этому вопросу, опубликованном Калебом Финчем в 1990 году, насчитывалось около 4 тыс. ссылок. Только в конце 1990-х годов ситуация начала проясняться, и большинство авторов начали приходить к общим выводам.

### Почему возникает старение

#### Эволюционно-генетический подход
Гипотеза, которая легла в основу генетического подхода, была предложена Питером Медаваром в 1952 году и известна сейчас как «теория накопления мутаций» (англ. Mutations accumulation theory). Медавар заметил, что животные в природе очень редко доживают до возраста, когда старение становится заметным. Согласно его идее, аллели, которые проявляются на протяжении поздних периодов жизни и которые возникают в результате мутаций зародышевых клеток, подвергаются довольно слабому эволюционному давлению, даже если в результате их действия страдают такие свойства, как выживание и размножение. Таким образом, эти мутации могут накапливаться в геноме на протяжении многих поколений. Тем не менее, любая особь, которая сумела избежать смерти на протяжении долгого времени, испытывает на себе их действие, что проявляется как старение. То же самое верно и для животных в защищённых условиях.
В дальнейшем, в 1957 году Д. Вильямс предположил существование плейотропных генов, которые имеют разный эффект для выживания организмов на протяжении разных периодов жизни, то есть они полезны в молодом возрасте, когда эффект естественного отбора сильный, но вредны позднее, когда эффект естественного отбора слабый. Эта идея сейчас известна как «антагонистическая плейотропия» (англ. Antagonistic pleiotropy).
Вместе эти две теории составляют основу современных представлений о генетике старения. Тем не менее, идентификация ответственных генов имела лишь ограниченный успех. Свидетельства о накоплении мутаций остаются спорными, тогда как свидетельства наличия плейотропных генов сильнее, но и они недостаточно обоснованы. Примерами плейотропных генов можно назвать ген теломеразы у эукариотов и сигма-фактор σ70 у бактерий. Хотя известно много генов, которые влияют на продолжительность жизни разных организмов, других чётких примеров плейотропных генов всё ещё не обнаружено.

#### Эволюционно-физиологический подход
Теория антагонистической плейотропии предсказывает, что должны существовать гены с плейотропным эффектом, естественный отбор которых и приводит к возникновению старения. Несколько генов с плейотропным эффектом на разных стадиях жизни действительно найдены — сигма-70 E. coli, теломераза у эукариотов, но непосредственной связи со старением показано не было, тем более не было показано, что это типичное явление для всех организмов, ответственное за все эффекты старения. То есть эти гены могут рассматриваться лишь как кандидаты на роль генов, предсказанных теорией. С другой стороны, ряд физиологических эффектов показаны без определения генов, ответственных за них. Часто мы можем говорить о компромиссах, аналогичных предсказанным теорией антагонистической плейотропии, без чёткого определения генов, от которых они зависят. Физиологическая основа таких компромиссов заложена в так называемой «теории одноразовой сомы» (англ. Disposable soma theory). Эта теория задаётся вопросом, как организм должен распорядиться своими ресурсами (в первом варианте теории речь шла только о энергии) между поддержкой и ремонтом сомы и другими функциями, необходимыми для выживания. Необходимость компромисса возникает из-за ограниченности ресурсов или необходимости выбора лучшего пути их использования.
Поддержание тела должно осуществляться только настолько, насколько это необходимо на протяжении обычного времени выживания в природе. Например, поскольку 90 % диких мышей умирает на протяжении первого года жизни, преимущественно от холода, инвестиции ресурсов в выживание на протяжении дольшего времени будут касаться только 10 % популяции. Таким образом, трёхлетняя продолжительность жизни мышей полностью достаточна для всех потребностей в природе, а с точки зрения эволюции, ресурсы следует тратить, например, на улучшение сохранения тепла или размножения, вместо борьбы со старостью. Таким образом, продолжительность жизни мыши наилучшим образом отвечает экологическим условиям её жизни.
Теория «одноразового тела» делает несколько допущений, которые касаются физиологи процесса старения. Согласно этой теории, старение возникает в результате неидеальных функций ремонта и поддержки соматических клеток, которые адаптированы для удовлетворения экологических потребностей. Повреждения, в свою очередь, являются результатом стохастических процессов, связанных с жизнедеятельностью клеток. Долголетие контролируется за счёт контроля генов, которые отвечают за эти функции, а бессмертие генеративных клеток, в отличие от соматических, является результатом больших затрат ресурсов и, возможно, отсутствия некоторых источников повреждений.

### Как возникает старение

#### Молекулярные механизмы
Существуют свидетельства нескольких важнейших механизмов повреждения макромолекул, которые обычно действуют параллельно один другому или зависят один от другого. Вероятно, любой из этих механизмов может играть доминирующую роль при определённых обстоятельствах.
Во многих из этих процессов важную роль играют активные формы кислорода (в частности свободные радикалы), набор свидетельств об их влиянии был получен достаточно давно и сейчас известен под названием «свободно-радикальная теория старения». Сегодня, тем не менее, механизмы старения намного более детализированы.

#### Теория соматических мутаций
Многие работы показали увеличение с возрастом числа соматических мутаций и других форм повреждения ДНК, предлагая репарацию (ремонт) ДНК в качестве важного фактора поддержки долголетия клеток. Повреждения ДНК типичны для клеток, и вызываются такими факторами как жёсткая радиация и активные формы кислорода, и потому целостность ДНК может поддерживаться только за счёт механизмов репарации. Действительно, существует зависимость между долголетием и репарацией ДНК, как это было продемонстрировано на примере фермента поли-АДФ-рибоза-полимеразы-1 (PARP-1), важного игрока в клеточном ответе на вызванное стрессом повреждение ДНК. Более высокие уровни PARP-1 ассоциируются с большей продолжительностью жизни.

#### Накопление изменённых белков
Также важен для выживания клеток кругооборот белков, для которого критично появление повреждённых и лишних белков. Окисленные белки являются типичным результатом влияния активных форм кислорода, которые образуются в результате многих метаболических процессов клетки и часто мешают корректной работе белка. Тем не менее, механизмы репарации не всегда могут распознать повреждённые белки и становятся менее эффективными с возрастом за счёт снижения активности протеосомы. В некоторых случаях белки являются частью статических структур, таких как клеточная стенка, которые не могут быть легко разрушены. Кругооборот белков зависит также и от белков-шаперонов, которые помогают белкам получать необходимую конформацию. С возрастом наблюдается снижение репарирующей активности, хотя это снижение может быть результатом перегрузки шаперонов (и протоасомы) повреждёнными белками.
Существуют свидетельства, что накопление повреждённых белков действительно происходит с возрастом и может отвечать за такие ассоциированные с возрастом болезни как болезнь Альцгеймера, болезнь Паркинсона и катаракта.

#### Митохондриальная теория
Митохондриальная теория старения впервые была предложена в 1978 году (митохондриальная теория развития, старения и злокачественного роста). Суть её заключается в том, что замедление размножения митохондрий в высокодифференцированных клетках вследствие дефицита кодируемых в ядре митохондриальных белков создает условия для возникновения и селективного отбора дефектных делеционных мтДНК, увеличение доли которых постепенно снижает энергетическое обеспечение клеток. В 1980 году была предложена радикальная митохондриальная теория старения.
В настоящее время накопилось много данных свидетельствующих о том, что свободные радикалы не являются причиной естественного старения. Эти данные не опровергают митохондриальную теорию старения (1978 г.), которая не опирается на свободные радикалы, но доказывают ложность радикального варианта митохондриальной теории старения (1980 г.).
Важность связи между молекулярным стрессом и старением была предположена, основываясь на наблюдениях за эффектом накопления мутаций в митохондриальной ДНК (мтДНК). Эти данные были подкреплены наблюдением увеличения с возрастом числа клеток, которым не хватает цитохром-с-оксидазы (COX), что ассоциировано с мутациями мтДНК. Такие клетки часто имеют нарушения в производстве АТФ и клеточном энергетическом балансе.

### Теломерная теория Оловникова
Во многих клетках человека утрата способности их к делению связана с утратой теломер на концах хромосом, после определённого количества делений. Это происходит из-за отсутствия фермента теломеразы, который обычно экспрессуется только у зародышевых и стволовых клеток. Теломераза позволяет им непрерывно делиться, формируя ткани и органы. У взрослых организмов теломераза экспрессируется в клетках, которые должны часто делиться, однако большинство соматических клеток её не производят.
Неизвестно, насколько разрушение теломер влияет на процесс старения, основные исследования направлены на процессы сохранения целостности ДНК и в особенности её теломерных участков. Майкл Фоссел в одном из интервью предположил, что лечение теломеразой может использоваться не только для борьбы с раком, но и для борьбы со старением человеческого организма, увеличивая продолжительность жизни.
Недавно было обнаружено, что окислительный стресс, также может иметь влияние на утрату теломер, значительно ускоряя этот процесс в определённых тканях. Речь идёт не о замедлении старения, а о развороте его вспять на клеточно-биологическом уровне. Разворот процесса старения наблюдался также в ходе исследований над группой, которой проводили восстановление работы тимуса лекарственной терапией.

#### Эпигенетическая теория старения
Клетки со временем медленно теряют маркеры репрессированного хроматина, что может быть связано с дифференцировкой клеток в организме. Утрата маркеров репрессии рано или поздно должна приводить к дерепрессии дремлющих транспозонов, соответственно, к росту количества вызванных ими повреждений ДНК с последующей активацией клеточных системы репарации ДНК. Последние, помимо участия в восстановлении ДНК, вызывают и несанкционированные рекомбинации в теломерах. Также не исключено, что рекомбиназы транспозонов могут непосредственно инициировать подобные рекомбинации. В результате протяженные участки теломерной ДНК преобразуются в кольца и теряются, а теломеры укорачиваются на длину утраченной кольцевой ДНК. Данный процесс ускоряет утрату теломерной ДНК в десятки раз, а последующий апоптоз большинства клеток и предопределяет старение как биологическое явление. Предложенная теория является альтернативой гипотезе о генетически запрограммированном старении и гипотезе о
старении как следствии накопления ошибок и повреждений, объясняет механизм ускорения утраты теломер в случае окислительного стресса и повреждений ДНК, а также взаимосвязь старения и возникновения опухолей.
В последнее время в качестве важного фактора старения рассматривается метилирование ДНК. Так, определение эпигенетического старения по метилированию ДНК генов ITGA2B, ASPA и PDE4C позволяет определить биологический возраст человека со средним абсолютным отклонением от хронологического возраста не превышающим 5 лет. Эта точность выше, чем возрастные прогнозы на основе длины теломер.

#### Системные и сетевые механизмы
На первых этапах исследования старения, многочисленные теории рассматривались как конкурирующие в пояснении эффекта старения. Тем не менее, сегодня считается, что многие механизмы повреждения клеток действуют параллельно, и клетки также должны тратить ресурсы на борьбу со многими механизмами. Для исследования взаимодействия между всеми механизмами борьбы с повреждениями был предложен системный подход к старению, который пытается одновременно принять во внимание большое количество таких механизмов. Более того, этот подход может чётко разделить механизмы, которые действуют на разных стадиях жизни организма. Например, постепенное накопление мутаций в митохондриальной ДНК часто приводит к накоплению активных форм кислорода и снижению производства энергии, что в свою очередь приводит к увеличению скорости повреждения ДНК и белков клеток.
Другой аспект, который делает системный подход привлекательным, — это понимание разницы между разными типами клеток и тканей организма. Например, клетки, которые активно делятся, с большей вероятностью пострадают от накопления мутаций и утраты теломер, чем дифференцированные клетки. В то же время необходимо уточнить, что данный тезис не относится к быстро и многократно делящимся трансформированным и опухолевым клеткам, которые не утрачивают теломеры и не накапливают мутации. Дифференцированные клетки с большей вероятностью пострадают от повреждения белков, чем клетки, которые быстро делятся и «разбавляют» повреждённые белки вновь синтезированными. Даже если клетка теряет способность к пролиферации за счёт процессов старения, баланс механизмов повреждения в ней сдвигается.

#### Популяционный подход
Другим подходом к изучению старения являются исследования популяционной динамики старения. Все математические модели старения можно примерно разбить на два главных типа: модели данных и системные модели. Модели данных — это модели, которые не используют и не пытаются пояснить какие-либо гипотезы о физических процессах в системах, для которых эти данные получены. К моделям данных относятся, в частности, и все модели математической статистики. В отличие от них, системные модели строятся преимущественно на базе физических законов и гипотез о структуре системы, главным в них является проверка предложенного механизма.
Первым законом старения является закон Гомпертца, который предлагает простую количественную модель старения. Этот закон даёт возможность разделить два типа параметров процесса старения. Исследования отклонения закона старения от кривой Гомпертца могут дать дополнительную информацию относительно конкретных механизмов старения данного организма. Самый известный эффект такого отклонения — выход смертности на плато в позднем возрасте вместо экспоненциального роста, наблюдавшийся во многих организмах. Для пояснения этого эффекта было предложено несколько моделей, среди которых вариации модели Стрелера-Милдвана и теории надёжности.
Системные модели рассматривают много отдельных факторов, событий и явлений, которые непосредственно оказывают влияние на выживание организмов и рождение потомства. Эти модели рассматривают старение как баланс и перераспределение ресурсов как в физиологическом (в течение жизни одного организма), так и в эволюционном аспектах. Как правило, особенно в последнем случае, речь идёт о распределении ресурсов между непосредственными затратами на рождение потомства и затратами на выживание родителей.

#### Клеточный ответ на старение
Важным вопросом старения на уровне клеток и ткани является клеточный ответ на повреждения. Из-за стохастической природы повреждений отдельные клетки стареют, например в связи с достижением границы Хейфлика, быстрее остальных клеток. Такие клетки потенциально могут угрожать здоровью всей ткани. В наибольшей мере такая угроза проявляется среди стволовых клеток, у которых происходит быстрое деление, таких как клетки костного мозга или эпителия кишечника, в связи с большим потенциалом таких тканей в создании мутантных, возможно раковых, клеток. Известно, что именно клетки этих тканей быстро отвечают на повреждения инициацией программы апоптоза. Например, даже низкие дозы радиации (0,1 Gy) вызывают апоптоз в клетках эпителия кишечника, а даже слабый химический стресс вызывает апоптоз стволовых клеток старых мышей.
Как правило, в таких тканях массовый апоптоз является признаком возрастания числа повреждений клеток. С другой стороны, в других тканях ответом на возрастание уровня повреждений может быть арест клеток на определённой стадии клеточного цикла для прекращения деления. Баланс между апоптозом и арестом повреждённых клеток наиболее важен как компромисс между старением и раком. То есть, или организм должен убить повреждённые клетки, или дать им возможность существовать, увеличивая риск возникновения рака. Таким образом, p53 и сокращение теломер, важные факторы в вызывании апоптоза клеток, могут рассматриваться как пример антигонистической плейотропии, как было указано выше.
Подводя итог, по современным представлениям, клетка стареет в результате накопления повреждений. Скорость этого накопления определяется, в первую очередь, генетически определёнными затратами на ремонт и поддержку клеточных структур, которые в свою очередь определяются организмом для удовлетворения своих экологических потребностей. Долгоживущие организмы имеют большие затраты (иногда более длительный метаболизм), что приводит к более медленному накоплению повреждений. Для борьбы с риском, который представляют собой повреждённые клетки, организм создал систему механизмов для борьбы с ними, которые часто включают второй ряд компромиссов.

## Социология и экономика старения

### Социальные аспекты
Социальный статус каждой возрастной группы и её влияние в обществе тесно связаны с экономической продуктивностью этой группы. В аграрных обществах пожилые люди имеют высокий статус и являются объектом внимания. Их жизненный опыт и знания высоко ценятся, особенно в дописьменных обществах, где знания передаются устно. Потребность в их знаниях позволяет пожилым людям продолжать быть продуктивными членами общества.
В обществах с высоким уровнем индустриализации и урбанизации статус пожилых людей заметно изменился, уменьшив значение пожилых людей, а в некоторых случаях даже достигнув негативного отношения к старым людям — эйджизма. Оказывается, физическая неспособность пожилых людей трудиться имеет относительно небольшую роль, а за потерю значения отвечает несколько иных факторов. Среди них наибольшую роль играет постоянное введение новых технологий, которые требуют непрерывного образования и тренировки, которые в меньшей мере доступны старым людям. Меньшую роль играет большое число всё ещё достаточно крепких старых работников, которые ограничивают возможности трудоустройства новому поколению и уменьшение количества людей, которые работают на себя, что могло бы дать старым людям возможность постепенного снижения количества работы. В связи с общим повышением уровня образования, опыт старых людей, наоборот, играет всё меньшую роль.
Хотя в некоторых областях старые люди всё ещё сохраняют высокую активность, например в политике, в общем случае всё чаще пожилые люди уходят на пенсию с окончанием наиболее продуктивного периода жизни, что приводит к проблемам психологической адаптации к новым условиям. В первую очередь проблемы появляются в связи с уменьшением влияния старых людей, чувства собственной невостребованности и наличия значительного количества свободного времени. Кроме того, для большого количества людей в старости становятся острее финансовые проблемы, хотя во многих случаях эти проблемы ложатся на общество.
В связи с наличием свободного времени, семейные взаимоотношения в большей мере стремятся быть центром внимания пожилых людей. Тем не менее, в связи с изменениями в семейной структуре в развитых странах, большие семьи разделились и пожилые люди всё чаще не живут рядом со своими детьми и другими родственниками. Из-за этого перед обществами становится проблема большей приспособляемости пожилых людей к независимому существованию.
Важным фактором в социологии старения является сексуальная и репродуктивная активность. В развитых странах мужчины продолжают становиться отцами даже в возрасте 65 лет и старше.
Для пожилых людей характерно сопротивление изменениям, хотя в большей мере это поясняется не неспособностью к приспосабливаемости, а увеличением толерантности. В помощь приспосабливаемости пожилых людей к новым условиям разрабатываются специальные учебные программы, рассчитанные на эту категорию людей.

### Экономические аспекты
В связи со снижением способности выполнять большинство типов работ в индустриальных и постиндустриальных обществах пожилые люди постепенно теряют источники дохода. Таким образом, они должны полагаться на собственные накопления, помощь детей и общества. Из-за меньшей уверенности в будущем пожилые люди отличаются тенденцией к сбережению и инвестированию средств вместо траты их на потребительские товары. На уровне государства старое население выбывает из рабочей силы, увеличивая нагрузку на активных работников и открывая дорогу к автоматизации производства.
Государственные социальные программы, помогающие людям преклонного возраста существовать в обществе, существовали на определённом уровне начиная со времён Римской империи. В средневековой Европе первый закон об ответственности государства перед пожилыми людьми был принят в Англии в 1601 году. Собственно пенсии были впервые введены в 1880 году Отто фон Бисмарком в Германии. Сегодня большинство государств имеют какую-либо форму программ социального обеспечения для граждан преклонного возраста. Хотя эти государственные программы и облегчают тяжесть старости, они не приводят пожилых людей к уровню дохода, характерному для молодых. Несколько облегчает ситуацию то, что пожилым людям и не нужен такой же уровень дохода для поддержания такого же уровня жизни, потому что их расходы значительно сокращаются. Скажем, у молодых основной статьей расходов является аренда жилья или ипотека, а у пожилых людей ипотечный кредит уже полностью погашен. А расходы на жилье — самая большая часть расходов жителей США, Японии и ЕС[значимость факта?].

### Охрана здоровья
Хотя физиологический эффект старения отличаются среди индивидуумов, организм в целом с наступлением старости становится уязвим для многочисленных болезней, особенно хроническим, требуя больше времени и средств на лечение. Со времён Средневековья и Античности средняя продолжительность жизни в Европе оценивается между 20 и 30 годами. Сегодня продолжительность жизни значительно возросла, в результате чего всё больший процент составляют пожилые люди. Потому типичные для пожилого возраста рак и болезни сердца стали намного более распространены.
Возрастающая стоимость медицинской помощи вызывает определённые проблемы как среди самих пожилых людей, так и для обществ, которые создают специальные институты и целевых программ, направленных на помощь пожилым людям. Многие развитые страны ожидают значительное старение населения в ближайшее время, и потому беспокоятся об увеличении расходов для сохранения качества охраны здоровья на соответствующем уровне. Направления деятельности с целью преодоления этой проблемы заключаются в улучшении эффективности работы системы охраны здоровья, более целенаправленному оказанию помощи, поддержке альтернативных организаций оказания медицинской помощи и влиянию на демографическую ситуацию.

### Культурные вариации
Существует много вариаций между странами как в определении старения, так и в отношении к нему. Например, пенсионный возраст варьируется между странами в диапазоне от 55 до 70 лет. В первую очередь эта разница объясняется различиями в средней продолжительности жизни и трудоспособности пожилых людей. В дополнение, как уже указывалось выше, наблюдаются значительные различия между индустриальными и традиционными аграрными обществами. Тогда как в первых значение пожилых людей незначительно, в последних старость является признаком мудрости, а старые люди имеют большое влияние на общество.

### Юридические аспекты
Хотя в большей части государств некоторые права и обязанности предоставляются человеку, начиная с определённого возраста (право голоса, право покупать алкоголь, уголовная ответственность и т. д.), часто пожилые люди лишаются некоторых прав. Типичные примеры: право занятия некоторых должностей (в основном, руководящих).

### «Успешное старение»
Существует концепция «успешного старения», которая определяет, как наилучшим образом должно протекать старение, используя современные достижения медицины и геронтологии. Эта концепция может быть прослежена до 1950-х годов, но была популяризована в работе Роуи и Кана 1987 года. Согласно авторам, предыдущие исследования старости преувеличили степень, к которой такие болезни, как, например, диабет или остеопороз, могут быть приписаны старости, и критиковали исследования в геронтологии за преувеличение однородности исследованных людей.
В следующей публикации авторы определили понятие «успешного старения» как комбинацию следующих факторов, которые должны сопровождать старение:
1. Низкая вероятность болезней или инвалидности.
2. Высокие возможности к обучению и физической деятельности.
3. Активное участие в жизни общества.

Эти цели могут быть достигнуты как с помощью общества, так и благодаря известным усилиям пожилых людей по изучению и поддержке социальных связей, особенно с более молодыми людьми.
Данная концепция имеет и своих сторонников, и своих противников — людей, считающих старение разновидностью болезни, которая не может быть успешной ни в каком виде (как не может быть «хорошего гноя»). Согласно данной точке зрения, усилия следует сосредотачивать не на облегчении условий жизни престарелых людей социально-экономическими методами, а на поиске методов противодействия старению через научные исследования и создание технологий, которые, в идеале, способны поворачивать процесс старения вспять.

### Демография старения
Главным демографическим эффектом успехов медицины и общего улучшения условий жизни на протяжении последнего столетия является падение смертности и значительное увеличение продолжительности жизни. В дополнение, рождаемость в большинстве стран мира снижается, что приводит к так называемому старению населения, особенно в развитых странах мира.
Возрастной состав населения обычно изображается в виде возрастно-половых пирамид, на которых доля населения в каждом возрасте изображается в зависимости от возраста. На таких пирамидах старение населения выглядит как рост доли пожилых людей вверху пирамиды за счёт молодых внизу. Процесс старения, таким образом, может быть двух типов: «старение снизу», или уменьшение рождаемости, и «старение сверху», или увеличение средней продолжительности жизни. В большинстве стран мира старение снизу является наибольшим из двух факторов, а в постсоветских странах, включая Украину, — единственным. Например, на Украине старение населения частично компенсируется падением продолжительности жизни (с 71 года в 1989 году до 68 в 2005), как в связи с ухудшением медицинского обслуживания и увеличения социального неравенства, так и в связи с распространением эпидемии СПИДа. В целом в мире, согласно данным ООН, процент населения старше 60 лет составлял 8 % в 1950 году, 10 % в 2000, и ожидается на уровне 21 % в 2050.
Старение населения имеет значительное влияние на общество. Пожилые люди чаще предпочитают сберегать деньги вместо того, чтобы тратить их на товары широкого потребления. Это приводит к значительному дефляционному давлению на экономику. Некоторые экономисты, особенно японские, видят преимущества в этом процессе, в частности возможность внедрения автоматизации производства без угрозы увеличения безработицы и решения проблемы перенаселения. Тем не менее, негативный эффект проявляется в системе социального обеспечения и пенсий, которые во многих странах, преимущественно в Европе, финансируются за счёт налогов с работающей части населения, которая постоянно уменьшается. Кроме того, значительное влияние оказывается и на образование, что проявляется как в снижении государственных расходов, так и в ухудшении общего уровня грамотности в связи с пониженной способностью стареющего населения приспосабливаться к возрастающим стандартам. Таким образом, контроль старения населения и адаптация общества к новым условиям является важнейшими задачами демографической политики.

### Попытки увеличения продолжительности жизни
Учёные не видят принципиальных причин, делающих невыполнимой задачу замедления старения человека.
Основным направлением исследований по геронтологии (так называемая биомедицинская геронтология) являются попытки увеличения продолжительности жизни, особенно человека. Заметное увеличение продолжительности жизни уже происходит сейчас в глобальном масштабе с помощью таких факторов как общее улучшение медицинского обслуживания и повышение уровня жизни. На уровне индивидуума увеличение продолжительности жизни возможно за счёт определённой диеты, физических нагрузок и избегания потенциально токсичных факторов, таких как курение. Тем не менее, преимущественно все эти факторы направлены не на преодоление старения, а только «случайной» смертности (член Мейкхама в законе Гомпертца-Мейкхама), которая уже сегодня составляет небольшую долю смертности в развитых странах, и таким образом этот подход имеет ограниченный потенциал увеличения продолжительности жизни.
Существует несколько возможных стратегий, за счёт которых исследователи надеются уменьшить скорость старения и увеличить продолжительность жизни. Например, продолжительность жизни увеличивается до 50 % в результате ограничения калорий в диете, которая в общем остаётся здоровой, у многих животных, включая некоторых млекопитающих (грызунов). Влияние этого фактора на продолжительность жизни человека и других приматов пока ещё не обнаружено, известных данных всё ещё недостаточно, и исследования продолжаются. Другие рассчитывают на омоложение тканей с помощью стволовых клеток, замену органов (искусственными органами или органами, выращенными для этой цели, например, с помощью клонирования) или химическими и другими методами (антиоксиданты, гормональная терапия), которые бы оказывали влияние на молекулярный ремонт клеток организма. Тем не менее, на данный момент значительный успех всё ещё не достигнут и неизвестно когда, через годы или десятилетия, произойдёт значительный прогресс в этой отрасли.
Вопрос, следует ли увеличивать продолжительность жизни, сегодня является вопросом многочисленных дебатов на политическом уровне, а основная оппозиция преимущественно состоит из представителей некоторых религиозных конфессий. Ряд общественных (РТД, WTA) и религиозных (раэлиты) организаций активно выступает в поддержку работ по значительному увеличению продолжительности жизни человека. Под руководством Михаила Батина и Владимира Анисимова разрабатывается комплексная программа исследований «Наука против старения».
В 2017 году учёные из Университета штата Аризона Пол Нельсон и Джоанна Мэйсел, чья статья была опубликована в журнале Proceedings of the National Academy of Sciences, показали, что с математической точки зрения старение неизбежно, так как даже если создать для организма идеальные условия, в нём всё равно будут накапливаться или злокачественные, или нефункциональные клетки, приводящие к смерти.

### Психология старения
Наиболее заметные изменения в работе мозга во время старения заключаются в ухудшении краткосрочной памяти и увеличении времени реакции. Оба этих фактора ограничивают возможности для нормального существования в обществе и являются объектом большого числа исследований. Тем не менее, если пожилой человек получает больше времени для решения определённой задачи, которая не требует большого объёма современных знаний, пожилые люди лишь незначительно уступают молодым. В задачах, которые связаны со словарным запасом, общими знаниями и деятельностью, к которой человек привык, уменьшение продуктивности с возрастом практически незаметно.
Важным психологическим эффектом старения классически считается уменьшение уровня современных знаний, связанное с ухудшением способности к обучению. Экспериментальные исследования показывают, что хотя пожилые люди действительно обучаются заметно медленнее, чем молодые, обычно они в целом способны усваивать новый материал и могут запоминать новую информацию так же, как и молодые. Тем не менее, различия в обучении увеличиваются со сложностью преподаваемого материала.
Кроме того, пожилые люди стремятся быть внимательными и более жестокими в поведении и уменьшают уровень социальных контактов. Но эта поведенческая картина может быть результатом влияния общества и социальных установок, а не собственно старения. Многие люди, которые «стареют успешно», прилагают известные усилия для поддержания мозговой активности беспрерывным обучением и расширением социальных контактов с людьми младшей возрастной группы.

## Политическая борьба против старения
В США, Израиле и Нидерландах было объявлено о начале создания политических партий продления жизни. Эти партии поставили цель на оказание политической поддержки научно-технической революции, в целях увеличить продолжительность своей жизни.

## Средняя продолжительность жизни в России по регионам
Средняя продолжительность жизни в России на 2017 год составляет 72 года и сильно различается от региона к региону, разница составляет 16 лет. Есть регионы, перешагнувшие порог в 80 лет (в том числе Ингушетия, вплотную к этому порогу подошла Москва), 10 регионов смогли преодолеть порог в 75 лет. Более 20 субъектов РФ оказываются ниже значения в 70 лет.
Учёные установили, что средний возраст старения, к которому у человека появляются сразу несколько старческих болезней, — это 65 лет. Однако этот средний возраст наступает в разных странах мира в различном возрасте. Например, жители Японии, Швейцарии, Франции и Сингапура начинают ощущать себя на 65 лет примерно в 76 лет, а жители Афганистана — в 51 год. Раньше всего старческие болезни проявляются у жителей Папуа — Новой Гвинеи — в 45 лет. Россия оказалась на 160-м месте в этом рейтинге. Россияне стареют быстрее, учитывая средний мировой показатель. Старческие болезни настигают жителей России уже в 59 лет.

## Медицина против старения
- Заместительная гормональная терапия
- Геропротекторы
- Метформин
- Сиролимус
- Сенотерапевтики
- Сенолитики